# Leos Carax
Leos Carax, nume la naștere Alex Christophe Dupont, (n. 22 noiembrie 1960, Suresnes, Hauts-de-Seine, Franța) este un regizor, critic și scriitor francez. Carax a regizat filmele: Boy Meets Girl (1984), Les Amants du Pont-Neuf (1991) și Holy Motors (2012). Numele său profesional este o anagramă a numelui său adevărat, „Alex” și „Oscar”.

## Filmografie

### Regizor
- Strangulation Blues (1980)
- Boy Meets Girl (1984)
- Mauvais Sang (1986)
- Les Amants du Pont-Neuf (1991)
- Sans Titre (1997)
- Pola X (1999)
- Tokyo! (2008)
- Holy Motors (2012)